# From.uz
FROM.UZ (früher Fromuz) ist eine Progressive-Rock- und Fusion-Band aus Usbekistan, gegründet 2004 von Vitaly Popeloff (Gitarre) und Andrew Mara-Novik (Bass). Der Name der Band wurde vom Titel einer der ersten Kompositionen abgeleitet und bedeutet „aus Usbekistan“. Die meisten Kompositionen sind instrumental. FROM.UZ ist der bekannteste Vertreter des Progressive Rocks in Zentralasien.

## Geschichte
Die Geschichte der Gruppe begann im Frühling 2004, als die usbekischen Studiomusiker Vitaly Popeloff (Gitarre) und Andrew Mara-Novik (Bass) beschlossen, eine Band zu gründen, die ihre Lieblingsmusik – Progressive Rock – spielen würde. Danach wurden zum Mitspielen folgende Musiker eingeladen: Der durch seine Sessionarbeit mit usbekischen Popstars wie Sevara Nazarxon und anderen bekannte Schlagzeuger Vladimir Badirov und der Schauspieler, Regisseur und Komponist Albert Khalmurzaev als Keyboarder.
Als erstes wichtiges Projekt der Band gilt „Sodom und Gomorra“, ein Ballett mit Progressive-Rock-Begleitung, das 2004 im Jugendtheater Taschkent in Usbekistan uraufgeführt wurde und auch 2006 im Rahmen des Internationalen Tschechow-Theaterfestivals in Moskau und 2008 auf dem Festival „Begegnungen in Russland“ in Sankt Petersburg zu sehen war. Die Musiker nahmen auch an Konzerten von Vladimir Badirovs Soloprojekt „Greeting from Nostradamus“ teil.
2005 fand das erste Konzert der Band in der Halle des Jugendtheaters Usbekistans statt. Im selben Jahr trat die Band beim Festival „Astana Blues 2005“ in Kasachstan auf. Im Jahre 2006 erhielt die Band als „Projekt des Jahres“ in Usbekistan die „Crystal Awards 2006“ von Snobs Collection. Im August 2006 wurde die Band vom Label 10T Records unter Vertrag genommen.
Im Februar 2007 wurde das Debüt-Livealbum mit dem Titel Audio Diplomacy (CD+DVD) veröffentlicht, zusammen mit den Konzertaufnahmen aus dem Jugendtheater Usbekistans, die zuvor unter dem Titel Playing the Imitation in Usbekistan veröffentlicht worden waren. Das Album besteht aus acht Stücken, die DVD schließt zwei zusätzliche Bonustracks ein. Die Band trat auch erfolgreich beim großen Festival „Baja Prog“ in Mexicali/Mexiko neben Jordan Rudess (Dream Theater), Focus, Ritual und anderen auf, sowie beim Festival „Letnie Notschi“ („Sommernächte“) in Schymkent, Kasachstan.
Das zweite Album der Band Overlook (2008) besteht aus fünf langen Kompositionen mit einer Gesamtlänge von ungefähr 70 Minuten. Es wurde in Taschkent in den IOSIS-Studio aufgenommen und bei Charleston Sound (USA) abgemischt. Danach verließen Vladimir Badirov und Andrew Mara-Novik Usbekistan und die Band. Die vakanten Positionen nahmen Surat Kasimov (Bass) und Ali Izmailov (Schlagzeug) ein. Außerdem kam als fünfter Musiker der Keyboarder Igor Elizov hinzu. Die Band begann, an neuen Ideen zu arbeiten, die zu einem neuen Projekt „Seventh Story/Die siebte Geschichte“ zusammenwuchsen. Die Musik der Band enthielt nun auch Elemente des Progressive Metal und gesungene Passagen.
Zur Unterstützung des neuen Projektes spielte die Band im September 2008 und im Jahr 2009 eine Reihe von Konzerten auf der Bühne des Jugendtheaters und beschloss, die Stücke im Tonstudio aufzunehmen. Danach verließ Surat Kasimov die Band; seither fungiert Albert Khalmurzaev als Bassist. Seventh Story wurde im Februar 2010 vom 10T Records veröffentlicht, im Oktober folgte die DVD Inside Seventh Story mit den Aufnahmen des Konzertes „Seventh Story“ im Jugendtheater. Im 2010 verließ Ali Ismailov die Band, so dass die Band seither aus drei Musikern besteht. Für Konzerte wird ein Gastschlagzeuger engagiert.

## Konzerte
Neben der Teilnahme an verschiedenen internationalen und lokalen Festivals (IOSIS Fest) tritt die Band regelmäßig mit großen Solokonzerten auf, die eine Konzeptshow mit theatralischen Installationen darstellen. Außer „Seventh Story“ sind die Projekte „Anthology“ (Anthologie der Werke der Band) und „Quartus Artifactus“ im Theater Ilkhom bekannt geworden.

## Coverversionen
Seit ihrer Gründung spielt die Band häufig Coverversionen. Davon wurden zwei im Studio aufgenommen. 2009 veröffentlicht 10T Records das Album Undercover, auf dem Coverversionen von Bands dieses Labels erscheinen. Das erste Stück dieser CD ist Starless von King Crimson, gespielt von FROM.UZ. Im Sommer 2010 wurde im IOSIS-Studio die Coverversion des Liedes Brush with the Blues von Jeff Beck aufgenommen.

## Diskografie

### Alben
- 2007: Audio Diplomacy[4]
- 2008: Overlook
- 2010: Seventh Story[5]
- 2011: Quartus Artifactus
- 2013: Sodom and Gomorrah

### Videos
- 2007: Audio Diplomacy
- 2010: Inside Seventh Story